# Banco Clássico
Banco Clássico é um banco de investimento com sede no Rio de Janeiro que opera principalmente ativos dos herdeiros de J.J. Abdalla.
Fundado em 1987 iniciou suas atividades alguns anos após o falecimento do empresário industrial J.J Abdalla como um banco de investimento do empresário José João Abdalla Filho um de seus herdeiros, após a falência do Grupo Abdalla.
Atualmente a instituição financeira possui um patrimônio avaliado em R$ 5,5 bilhões, também conta com aquisição de participações em grandes empresas estatais brasileiras, sendo elas 4% da Petrobrás, 10% das empresas de energia Cemig e Tractebel além de 5% da Eletrobrás.